# لوان امرا
آن پشرت (زاده ۲۶ نوامبر ۱۹۹۶) شناخته شده با نام هنری لوان امرا، یک خواننده و بازیگر فرانسوی است. او بیشتر به خاطر حضور در نیمه نهایی فصل دوم مسابقه زیباترین صدای شبکه TF1 در فرانسه با مربی خود لویی برتینیاک معروف است. او بعدها یک نقش در فیلم کمدی خانواده بلیه را بازی کرد که برنده جایزه سزار شد.